# Ольберс, Генрих Вильгельм
Генрих Вильгельм Маттиас О́льберс (нем. Heinrich Wilhelm Matthias Olbers; 11 октября 1758, Арберген близ Бремена — 2 марта 1840, Бремен) — немецкий астроном, врач и физик.
Член Леопольдины (1797), Лондонского королевского общества (1804), иностранный член Парижской академии наук (1829; корреспондент с 1810). 

## Биография
Был восьмым из шестнадцати детей пастора Иоганна-Георга Ольберса. В 1760 году семья переехала в Бремен, где с 1771 года он учился в гимназии. В 1777 году он начал изучать медицину в Гёттингенском университете. Одновременно, он самостоятельно изучал математические и астрономические науки, чему способствовало появление в 1769 году большой кометы. В 1779 году во время медицинской стажировки он разработал метод определения пути кометы. Через год он закончил учёбу, написав сочинение о человеческом глазе. По окончании университета в 1780 году начал врачебную практику в Бремене. В 1785 году он женился на Доротее Элизабет Кёне (1767—1786). Жена умерла в следующем году при рождении дочери Дорис (1786—1818). В 1788 году он женился второй раз на Анне Адельхайд Люрссен (1765—1820) и у них родился сын, Георг Генрих Ольберс (1790—1861). После ранней смерти дочери и его второй жены Ольберс оставил врачебную практику.
Ещё в 1780 году он открыл свою первую комету; позднее обнаружил ещё несколько комет.
Изучив свидетельства о всех заметных кометах, появившихся с 1531 года, в 1797 году Ольберс опубликовал сочинение «Abhandlung über die leichteste und bequemste Methode, die Bahn eines Cometen zu berechnen» («Сочинение о самом простом и удобном методе вычисления орбиты кометы»). Эта работа затем переиздавалась в 1847 и 1864 годах. 
| Открытые астероиды: 2 | Открытые астероиды: 2 |
| --------------------- | --------------------- |
| (2) Паллада           | 28 марта 1802         |
| (4) Веста             | 29 марта 1807         |

В 1802 году на основании вычислений К. Ф. Гаусса обнаружил первую малую планету (Цереру), открытую в 1801 году Дж. Пьяцци, но вскоре потерянную. Продолжая наблюдения, в 1802 году открыл вторую малую планету, которую назвал Паллада); в 1807 году — четвёртую (Весту, имя которой дал Карл Гаусс с позволения Ольберса). Предложил гипотезу о происхождении малых планет в результате разрыва большой планеты, названной Фаэтон, обращавшейся некогда между орбитами Марса и Юпитера.
6 марта 1815 года Ольберс открыл периодическую комету, названную в его честь (официальное обозначение 13P/Ольберса).
В 1823 году Ольберс привлёк внимание к ранее сформулированному швейцарским астрономом Шезо парадоксу, который был назван парадоксом Ольберса. Также в честь него были названы:
- Астероид (1002) Ольберсия.
- Кратер Ольберс на Луне.